# Biserica Sfânta Cruce din Suceava
Biserica „Sfânta Cruce” din Suceava este un lăcaș de cult armenesc din municipiul Suceava, a cărui construcție datează din anul 1521. Ea se află la baza Străzii Armenești (pe Strada Armenească nr. 1), formând împreună cu Biserica „Sfântul Simion” (construită în 1513) un ax care definește vechiul nucleu de locuire a armenilor.
Biserica „Sfânta Cruce” din Suceava a fost inclusă în Lista monumentelor istorice din județul Suceava, elaborată în anul 2004, având codul de clasificare  SV-II-m-A-05452. 

## Istoric

### Vechimea comunității armenești din Suceava
O comunitate armenească s-a stabilit pe teritoriul Sucevei încă de la începutul secolului al XIV-lea. Numărul armenilor din Moldova a crescut numeric în acel secol, ei ocupându-se cu comerțul și meșteșugurile.  Armenii și-au construit case în zona care poartă astăzi numele de Strada Armenească, care se întinde între Biserica "Sf. Cruce" (de lângă Autogara Suceava) și Biserica "Sf. Simion".
Tot atunci au început să-și organizeze și viața religioasă. Ei și-au construit biserici și mănăstiri cu specificul caracteristic tradițiilor și credinței poporului armean. Într-un act emis la 18 august 1388 de catolicosul Teodoros al II-lea al Ciliciei (1382–1392), armenii din mai multe orașe, între care și cei din Suceava (Ciciov) sunt supuși jurisdicției scaunului episcopal de Liov. 
Printr-un hrisov domnesc din 30 iulie 1401, domnitorul Alexandru cel Bun (1400-1432) a consfințit înființarea primei Episcopii armene din Moldova, cu reședința la Suceava, în fruntea acestei eparhii fiind instalat episcopul armean Hovhannes.  Astfel, bisericile armenești din Moldova au fost scoase de sub jurisdicția episcopului armean din Liov.
În lucrarea sa monografică, Descriptio Moldaviae, scrisă în perioada 1714-1716 în limba latină, cărturarul Dimitrie Cantemir afirmă că armenii din Principatul Moldovei aveau deplină libertate de credință, iar bisericile lor erau la fel de mari și de împodobite ca și bisericile ortodocșilor. "Armenii se socotesc supuși, la fel ca și târgoveții și neguțătorii din alte cetăți și târguri ale Moldovei și plătesc domnului aceeași dajdie. Ca și papistașii, ei au biserici tot atât de mari și la fel de împodobite ca și bisericile dreptcredincioșilor și își urmează slobozi legea lor." 
Călătorul armean Simeon Lehați care a vizitat Suceava în 1608 nota în jurnalul său de călătorie că a găsit la Suceava "trei biserici de piatră (Sf. Cruce, Sf. Simeon și Sf. Treime) și două mănăstiri tot din piatră, foarte frumoase, una în apropierea orașului (Zamca) și cealaltă la o depărtare de două mile (Hagigadar)". 

### Biserica „Sfânta Cruce” în secolele XVI-XVII

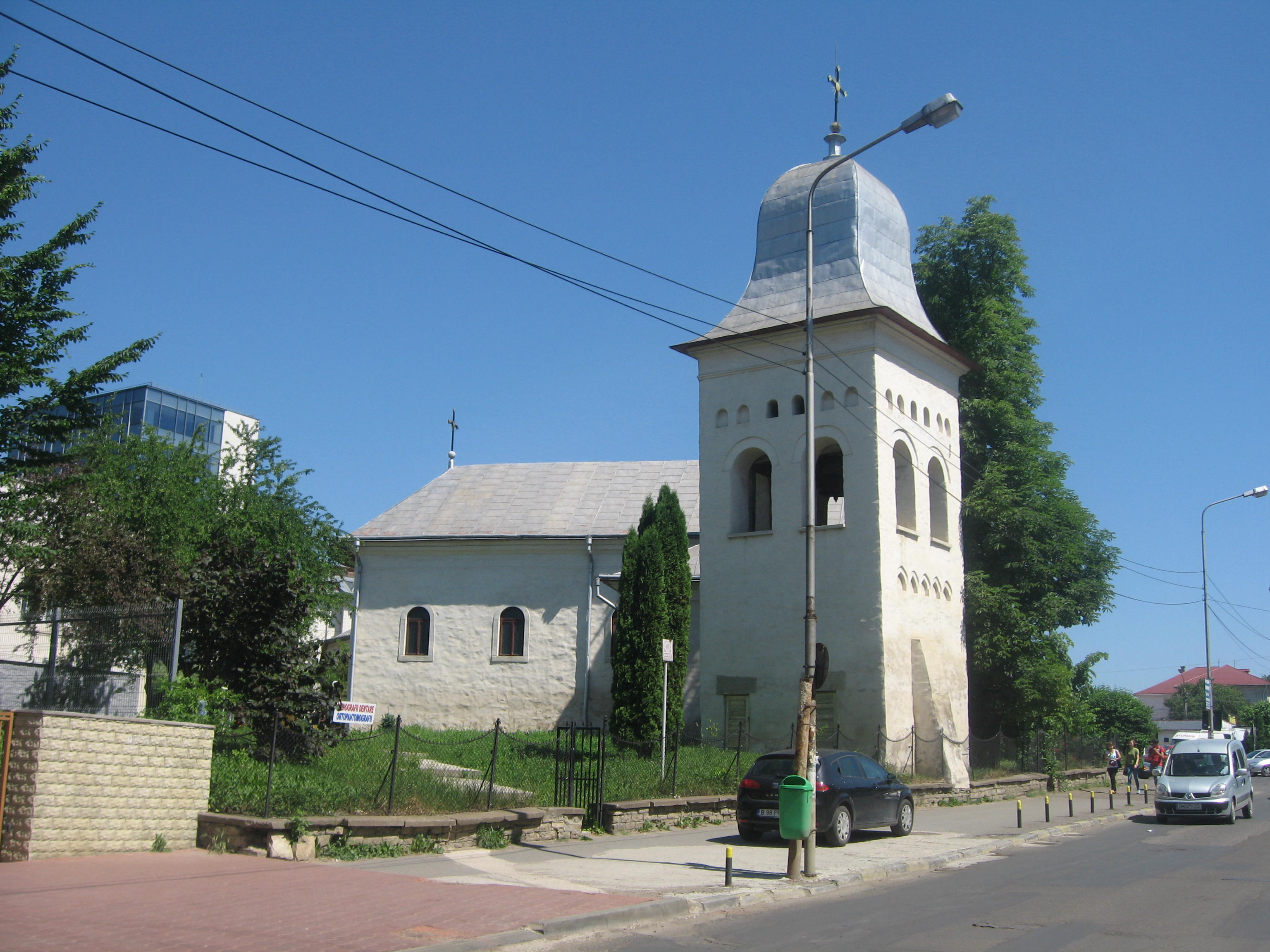
Biserica armenească Sfânta Cruce din Suceava - vedere dinspre sud-est

Pe locul unde se află în prezent Biserica "Sf. Cruce" a existat anterior o biserică armenească mai veche, din lemn.  Acest lucru se deduce din existența în biserică a unei pietre de mormânt a unui oarecare Solomon, care are înscrisă pe ea următoarea inscripție: „Acesta este mormântul lui Edilbei, fiul lui Soghomon care a murit în anul 877 în ziua de 14 lui aprilie”. Anul 877 al erei armene corespunde anului 1428 de la Hristos. 
După cum atestă o inscripție de pe ușa bisericii ("Clădit 1521, restaurat 1878") și potrivit tradiției armenești locale, Biserica "Sfânta Cruce" din Suceava a fost zidită în anul 1521, în timpul domniei lui Ștefăniță Vodă (1517-1527), de către Cristea Hanco (în armenește Hacih Hancoian) , pe locul bisericii din lemn.  Nu există informații care să precizeze cine au fost meșterii care au lucrat la ridicarea și pictarea bisericii. În interiorul bisericii, în peretele de sud al naosului, se găsește zidită o piatră pe care este scrisă litere armenești o inscripție pe care se distinge anul 1521 (anul 970 al erei armene), care a fost introdusă în zid mult mai târziu. 
După o tradiție consemnată de preotul ortodox Dimitrie Dan, ctitorul bisericii ar fi fost înmormântat în lăcașul de cult, dar acest lucru nu s-a verificat încă. 
Prezența unei pietre de mormânt cu următoarea inscripție: "Aceasta e locul de odihnă a martirului Hagop, fiul lui Khogea Biata, acel care a clădit biserica, în anul 1055, la 9 mai. S-a scris. Amin".  i-a pus în încurcătură pe istorici care cunosc precis din documente că Biserica armenească "Sf. Cruce" a fost ctitorită de către Hacic Hancoian. Istoricul armean H. Dj. Siruni, ținând seama că anul erei armene 1055 corespunde cu anul de la Hristos 1606, a presupus că această piatră de mormânt fie a fost adusă din altă parte, fie vrea să arate că respectivul ctitor pomenit "a clădit numai o parte a bisericii, sau clopotnița". 
În perioada domniei lui Ștefan Rareș (1551-1552) s-a manifestat un spirit de intoleranță la adresa armenilor. Vrând să facă uitat numele fratelui său, fostul domnitor Iliaș Rareș (1546-1551), care trecuse la mahomedanism, Ștefan Rareș a încercat să impună credința ortodoxă locuitorilor de altă religie din Moldova, cei care au refuzat fiind persecutați ca eretici. După cum consemnează cronicarul Grigore Ureche, "(...) biséricilor s-au arătat cu dumnezeire mare, ca să poată stinge numele cel rău al frăține-său. Și ca să nu să vază ceva că este răsărit de la pravoslavie, toți eriticii din țara sa vrea, au să-l întoarcă, să fie la o lége, au să iasă din țară. Pre arméni, pre unii din bună voie, cu făgăduințe umplându-i, pre alții cu sila i-au botezatu și i-au întorsu spre pravoslavie, mulți din țară au ieșitu la turci și la léși și printr-alte țări, vrându să-și ție légea sa. Cu aceasta vrându Ștefan vodă să astupe faptele frăține-său, de lucruri ce făciia, cu nevoință siliia."  În ziua Adormirii Maicii Domnului, domnitorul a poruncit ca toate bisericile armenești din Suceava, Botoșani, Roman, Huși etc. să fie dărâmate sau închise, să fie confiscate vasele și veșmintele liturgice, să fie arse cărțile bisericești și să fie prinși episcopul armean, cu reședința la Suceava, împreună cu preoții.  Cântul de jălire al diaconului Minas din Tokat (secretarul episcopului armean din Liov) spune că din porunca voievodului sus-menționat toate bisericile și mănăstirile armenilor din Suceava au fost dărâmate cu tunurile și arse și distruse până la temelie. La scurtă vreme, lăcașurile de cult armenesc din Suceava au fost refăcute.
În anul 1693 trăiau în Suceava aproximativ 3.000 de armeni, care aveau patru biserici, dintre care trei biserici parohiale: Sf. Treime, Sf. Cruce și Sf. Simeon și o mănăstire (Zamca) (unde își avea reședința episcopul armean). Fiecare preot paroh era întreținut de 150 de familii.

### Reparații

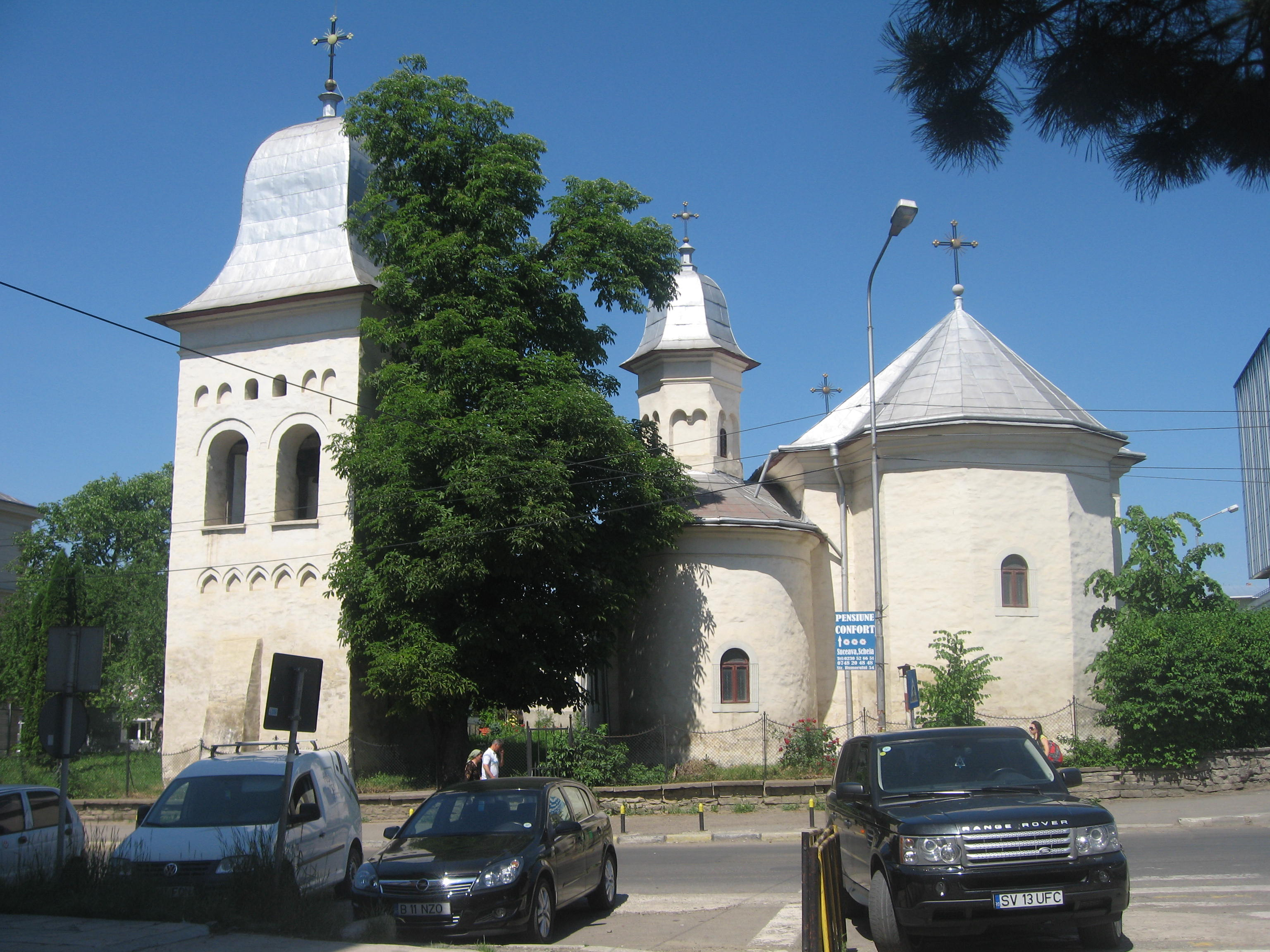
Biserica armenească Sfânta Cruce din Suceava - vedere dinspre est

Biserica "Sfânta Cruce" a fost refăcută de mai multe ori (o restaurare având loc loc în 1878), ceea ce îi conferă aspectul unei construcții din secolul al XVIII-lea. Deși destinată cultului armean, prezintă numeroase elemente arhitectonice comune cu bisericile moldovenești. 
Biserica armenească cu hramul "Sf. Treime" s-a prăbușit cu totul la sfârșitul secolului al XVIII-lea, îngropând sub dărâmături pe soția negustorului Ioan Capri, care era proprietarul grădinii în care se afla biserica. Din pietrele acestei biserici, urmașii lui Capri au zidit în 1776 o capelă cu hramul "Sf. Ioan Botezătorul", pentru pomenirea epitropului armean Hovhannes Capri. Această capelă se sprijină de zidul sudic al Bisericii "Sf. Cruce". 
În 1824 s-a construit în curtea bisericii o clădire unde a funcționat o școală primară armeană cu patru clase. Pe această clădire era amplasată următoarea inscripție: "Această școală, cu tot mobilierul ei, a fost zidită spre a lăuda pe Domnul, cu mijloacele proprii națiunii armene, cu credința în Iluminator, pentru binele tinerimii armene din orașul Suceava. În anul după Hristos 1824, după calendarul armean 1273." 
În ziua de 29 decembrie, de sărbătoarea Sfântului Iacob, era obiceiul ca membrii comunității armenești din Suceava să organizeze o colectă; cu banii strânși se cumpărau vite cornute, care erau tăiate, iar carnea lor era împărțită săracilor în curtea Bisericii "Sf. Cruce". Acest obicei, numit Madach, era o jertfă adusă zeiței păgâne Anahit, înainte de convertirea armenilor la creștinism, dar a fost păstrat și după creștinarea armenilor. 
La începutul secolului al XX-lea, calea ferată urbană Ițcani-Areni trecea la câțiva metri depărtare de zidurile Bisericii "Sf. Cruce", pe Strada Vasile Alecsandri. În vara anului 1918 , trepidațiile au cauzat prăbușirea turlei de deasupra naosului (“care a căzut înlăuntru”, din pricina trenului “care a sguduit și clădirea liceului”. ). După primul război mondial, s-a renunțat la folosirea acestei linii ferate urbane care a fost dezafectată. 
Abia în anul 1935 s-au efectuat lucrări de restaurare a naosului și altarului bisericii. Bolta naosului a fost refăcută, la partea superioară din ghips fiind folosită ca armătură o plasă de sârmă. Turla de deasupra naosului nu a mai putut fi reconstruită. În interior, sub stratul de tencuială mai nouă, s-au găsit resturi de pictură veche pe zidul de nord al bisericii. 
La 11 august 2007, în ziua anterioară hramului de la Mănăstirea Hagigadar, s-a oficiat în această biserică o slujbă religioasă de către arhiepiscopul Dirayr Mardichian al armenilor ortodocși din România, împreună cu trei preoți (Torkom Mandalian, Haik Azarian, Krikor Radu Holca). 
Biserica a fost renovată și în prezent este folosită pentru celebrarea liturghiilor armenești. Hramul acestei biserici este sărbătoarea Înălțării Sfintei Cruci, celebrată în fiecare an la data de 14 septembrie.

## Descrierea bisericii

### Arhitectură
Biserica este construită de la fundație până la 3-4 metri înălțime din piatră, iar în continuare din cărămidă. Naosul bisericii este boltit și prelungit spre vest printr-un spațiu boltit deosebit, iar pronaosul este împărțit în două. Există două intrări în naos: una prin pronaos și a doua, pe latura de sud, neaxată în latura transversală a naosului. 
Pa latura de sud, înspre est, se află adosată corpului principal al bisericii o capelă cu hramul "Sf. Ioan Botezătorul", construcție dreptunghiulară cu absidă circulată la est și cu turlă. 
În fața bisericii se află un turn-clopotniță, modest ca înălțime și sprijinit de două contraforturi, despre care nu există informații certe privind data construirii. De asemenea, și acesta a suferit lucrări de restaurare, cu acest prilej introducându-se într-unul din ziduri o piatră de mormânt.

### Iconografie
Biserica nu este pictată în interior, având pe pereți icoane armenești. 

### Obiecte de patrimoniu
La sfârșitul secolului al XIX-lea, în Biserica "Sf. Simion" se afla o perdea cu icoane cusute din Sfânta Scriptură, care despărțea altarul de restul bisericii, care provenea de la Biserica "Sf. Cruce". Pe ea era brodată următoarea inscripție: "Această perdea este amintirea fiului lui Grigorie, evlaviosul și iubitul Ion, și a părinților lui în țara Bogdania, la Suceava în biserica Sf. Cruci și ea era desenată de mâna cântărețului Iacov Țințin în anul 1210 (=1761)". 
La începutul secolului al XX-lea, după comunicarea lui Leon Ion Popovici (1836-1893), preotul armean din Suceava și protoiereul diocezan patriarhal, în podul bisericii se afla spart un clopot vechi adus de armeni în timpul imigrării lor din Armenia în Moldova. 

### Pietre de mormânt
În interiorul bisericii se păstrează lespedea funerară a diaconului Asvadur, fiul lui Cailcea, datată cu anul 1522 (anul 971 al erei armene). Acesta fusese îngropat la temeliile bisericii, unde se mai găseau și alte două morminte mai vechi. Piatra sa de mormânt a fost descoperită alături de alte două pietre de mormânt și de trei schelete omenești în timpul săpăturilor făcute în partea de nord a cartierului românesc Sf. Dumitru, la 11 iunie 1860. 
În curtea bisericii au fost mutate, în secolul al XIX-lea, mai multe pietre de mormânt din fostul cimitir al bisericii armenești "Sf. Treime", care se afla în grădina Vasile Cocârlă a Liceului Ștefan cel Mare, azi spațiu construit al cartierului Mihai Viteazu - Est.  Pietrele de mormânt sunt vechi, având inscripționate pe ele anii 1577, 1612, 1618, 1626, 1641.  Inscripțiile de pe pietrele funerare sunt următoarele: 
- "Arhidiaconul Asvadar Rertica il Ghiai, decedat 997 (=1548)"
- "Preotul Grigorie, decedat 1026 (=1577)"
- "Mateu, vameș, decedat 1061 (=1612)"
- "Grigorie Nigara, baron de Capri. 1713"

## Imagini

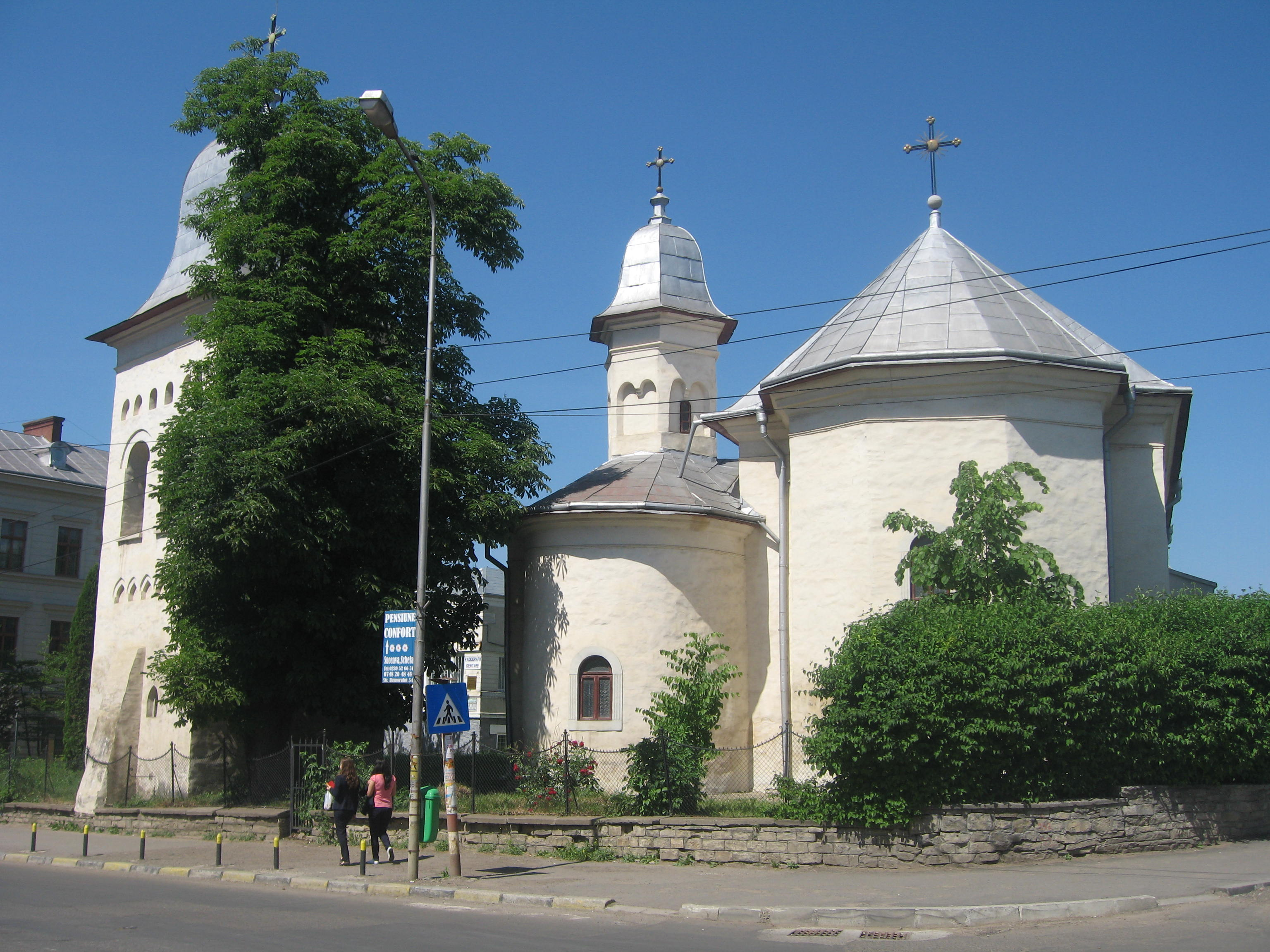
Turnul clopotniță și biserica
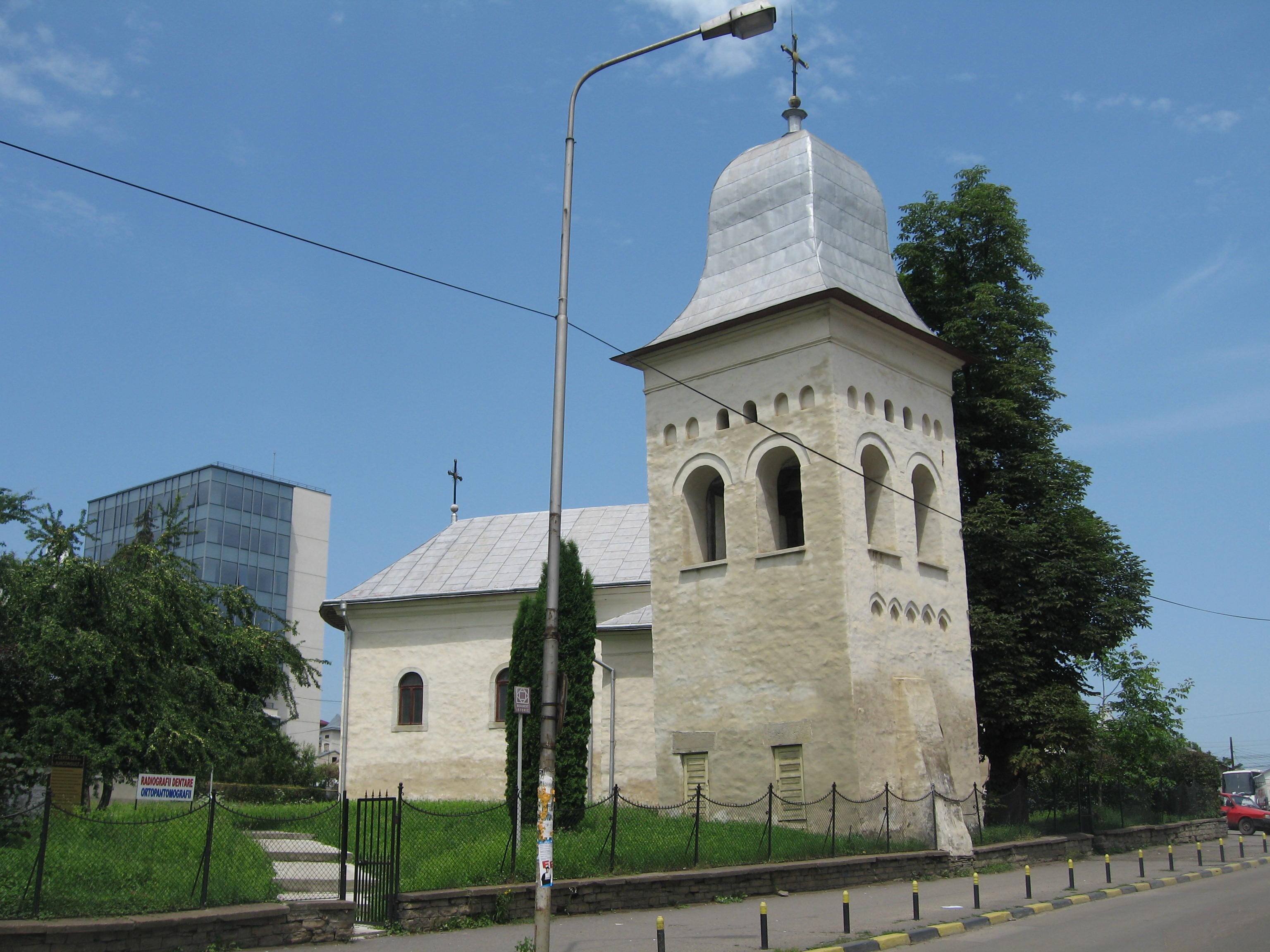
Turnul clopotniță și biserica
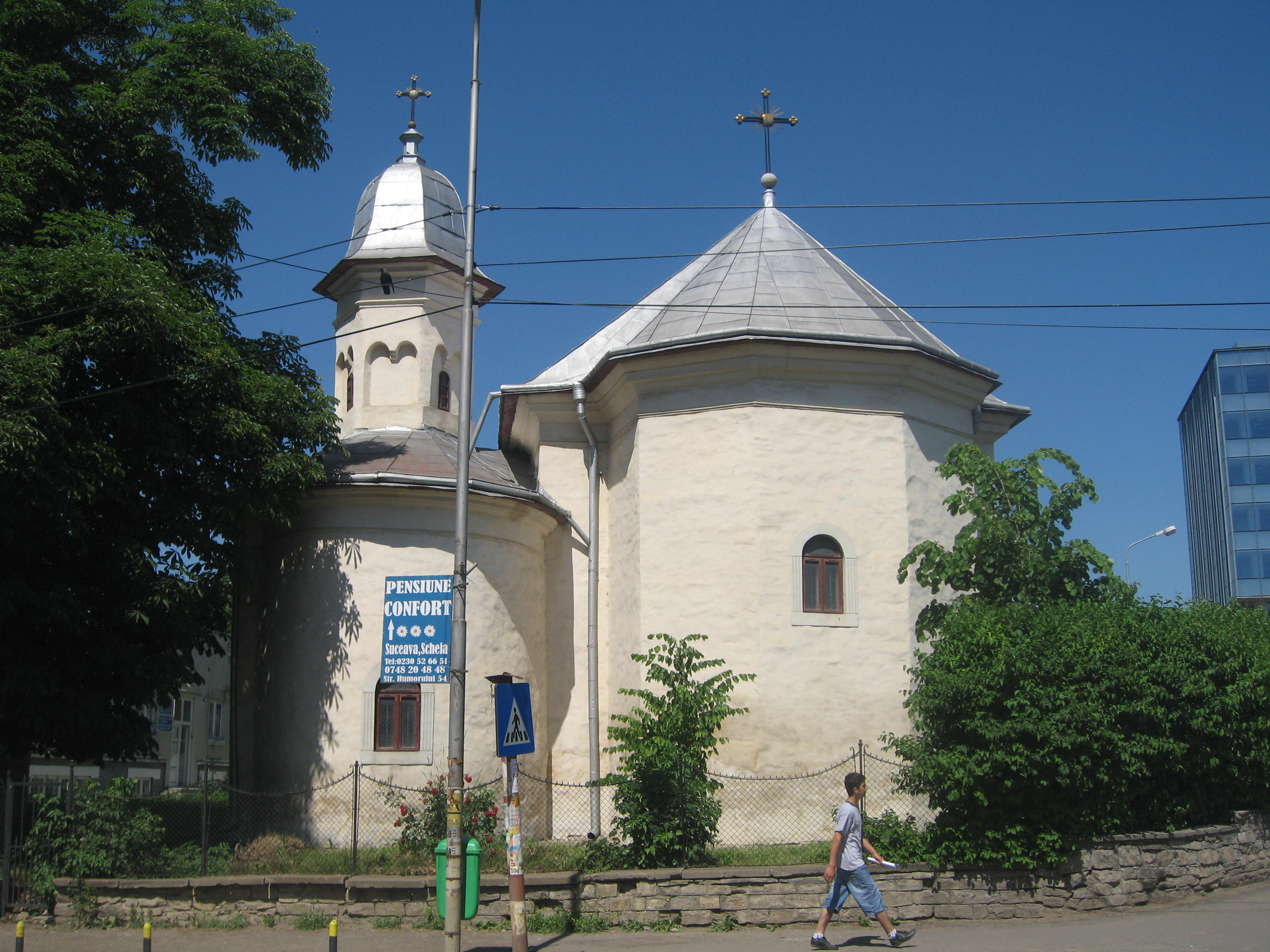
Absida altarului
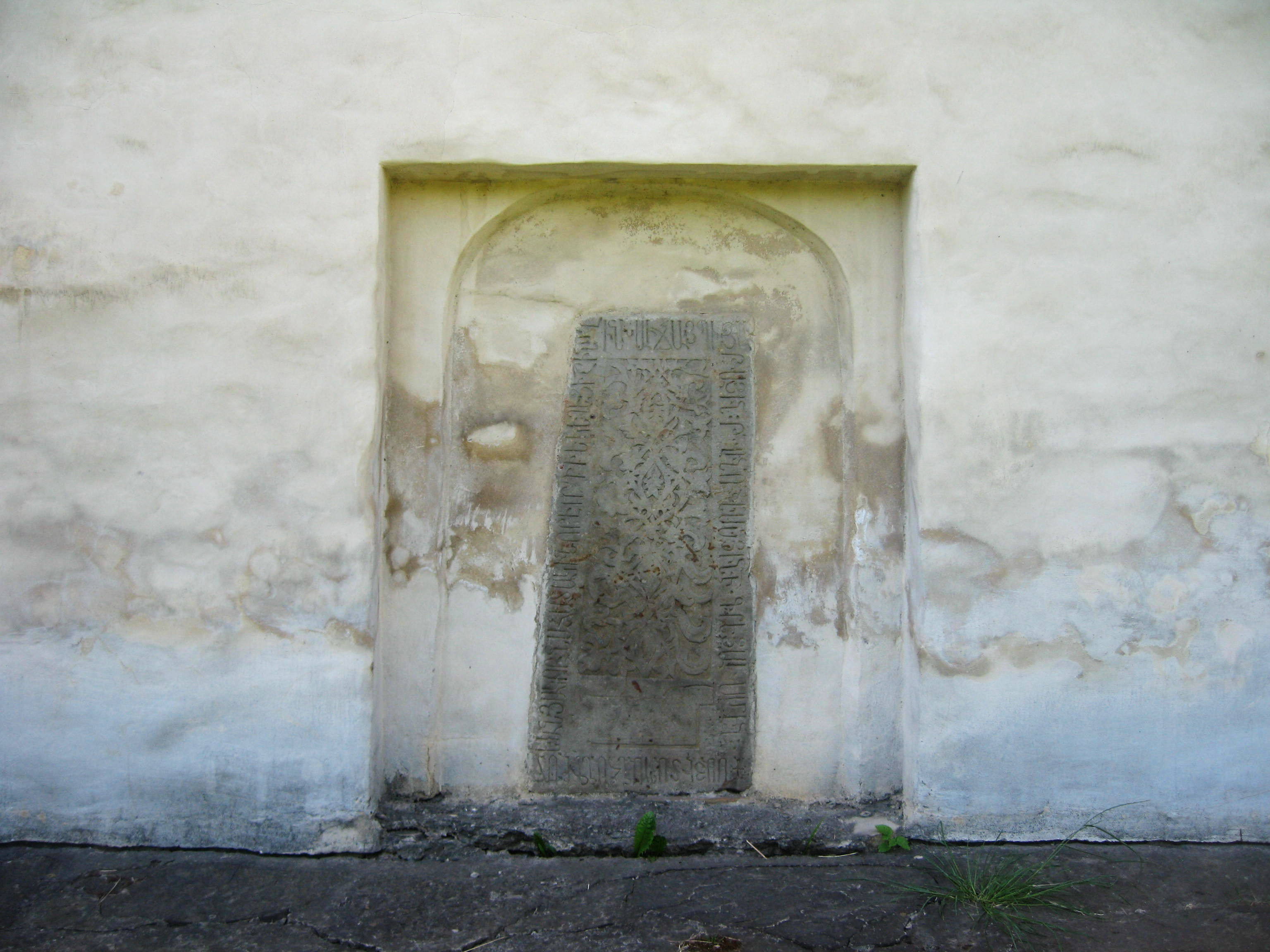
Piatră de mormânt încastrată în zidul nordic al bisericii
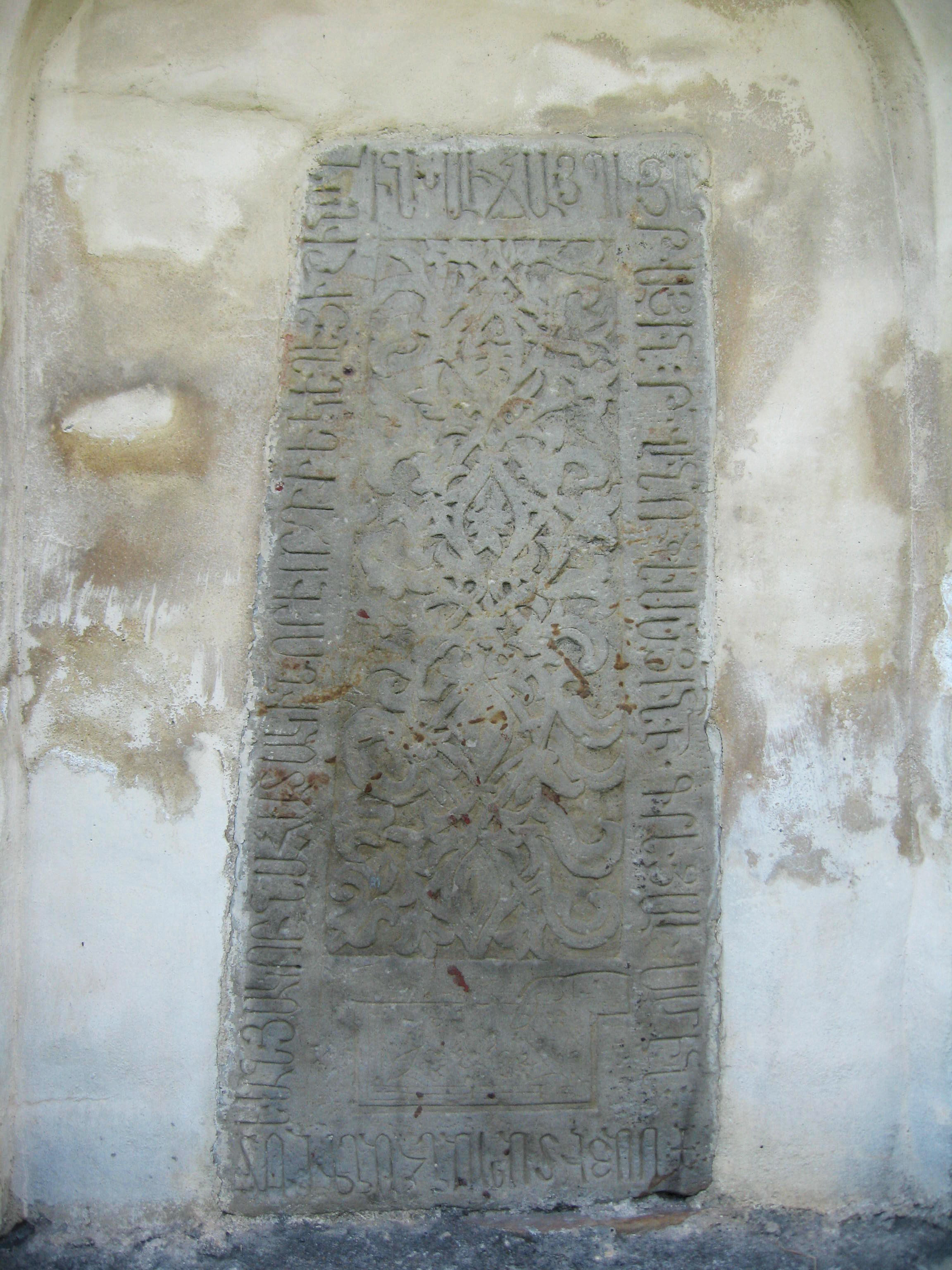
Piatră de mormânt încastrată în zidul nordic al bisericii
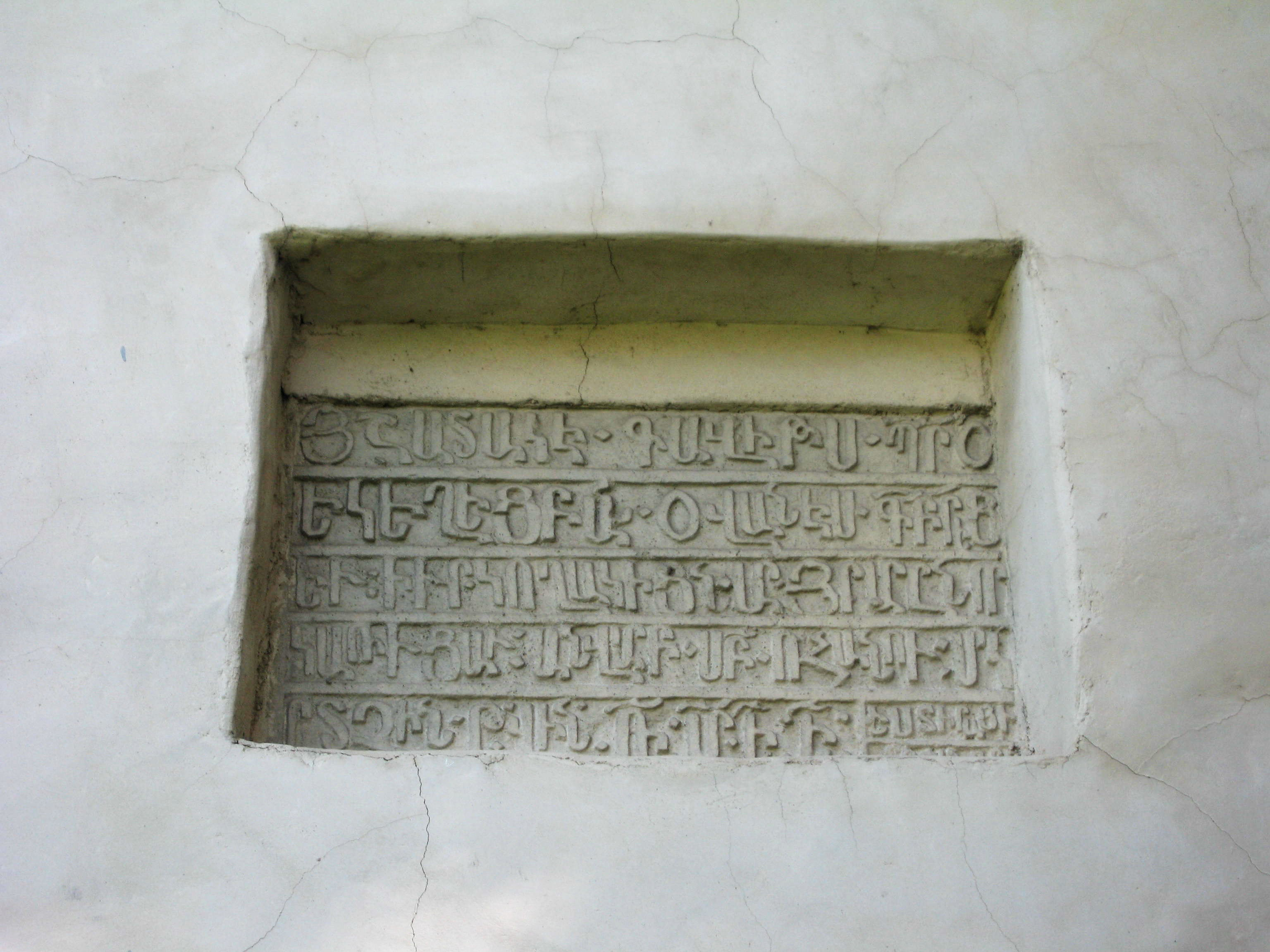
Pisanie amplasată pe zidul sudic al Capelei „Sf. Ioan Botezătorul”
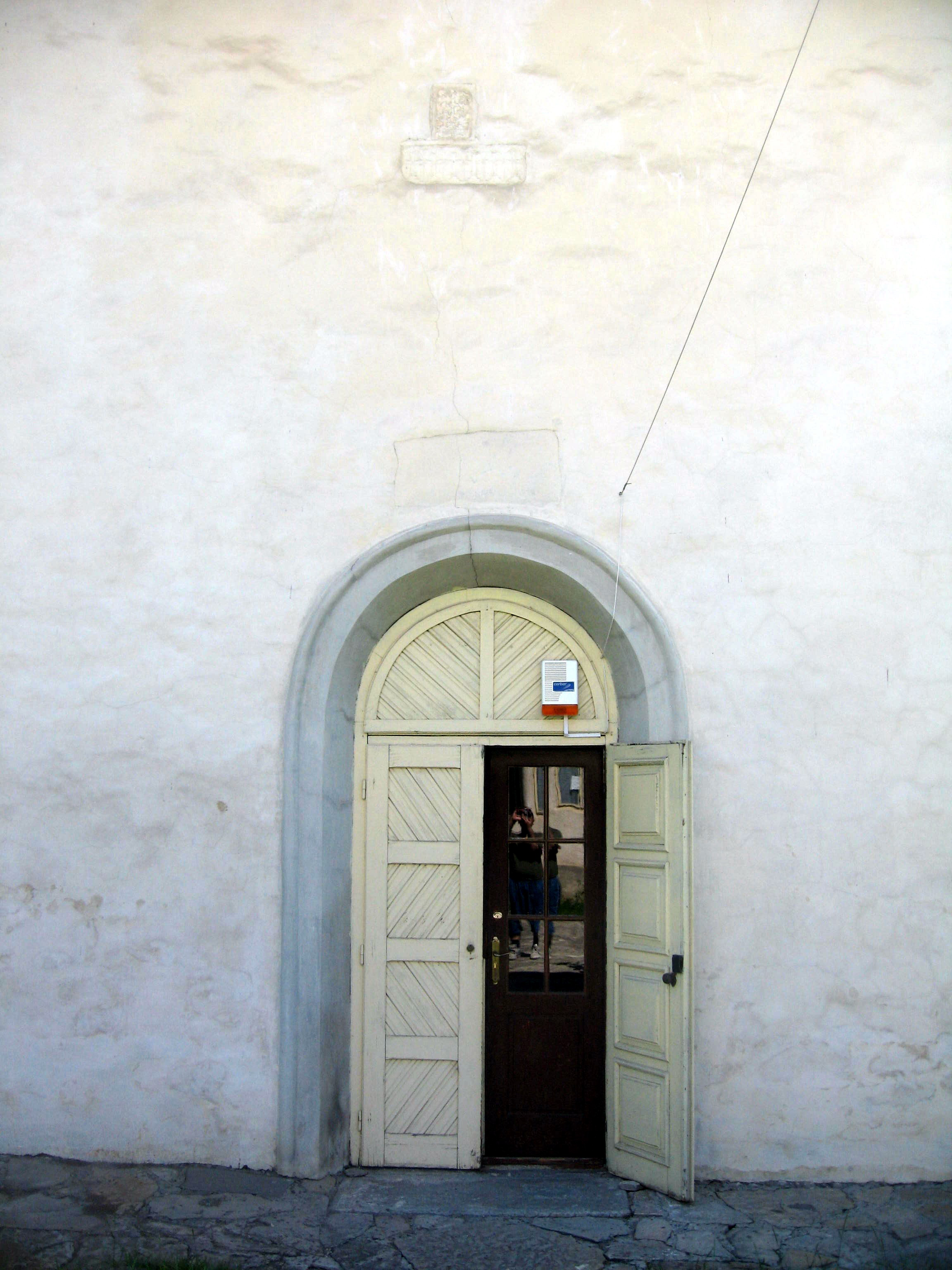
Intrarea în biserică
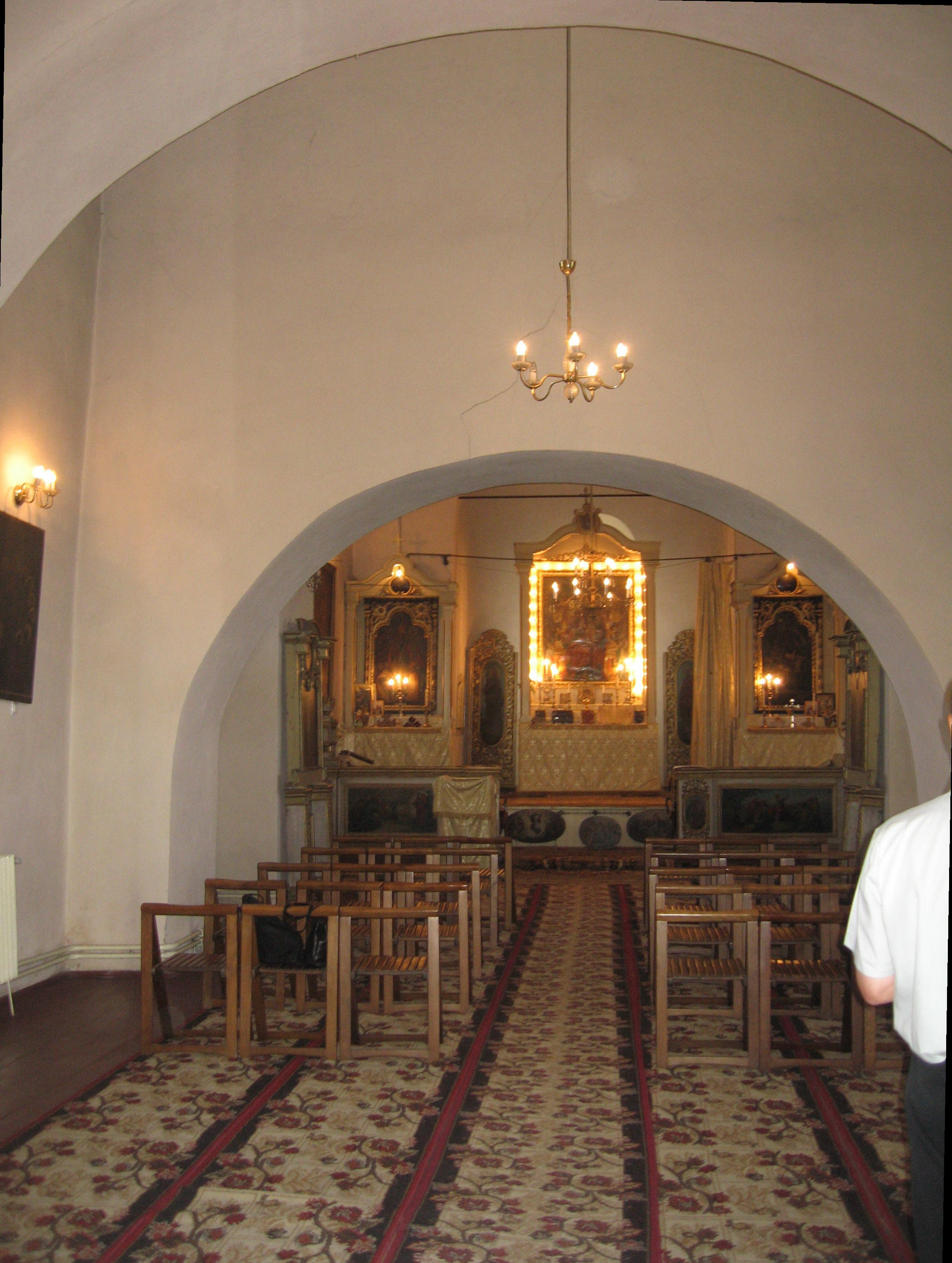
Interior
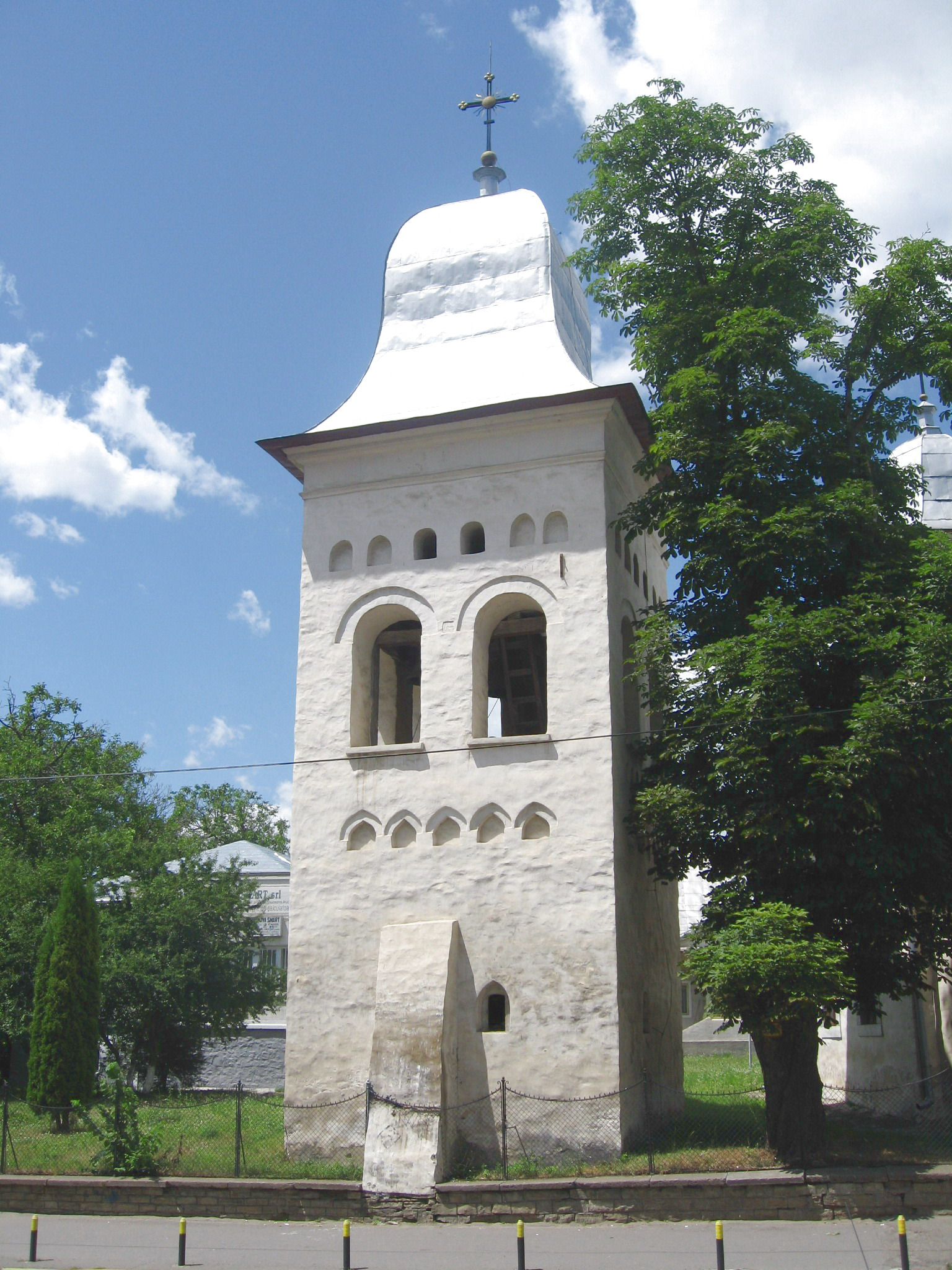
Turnul clopotniță
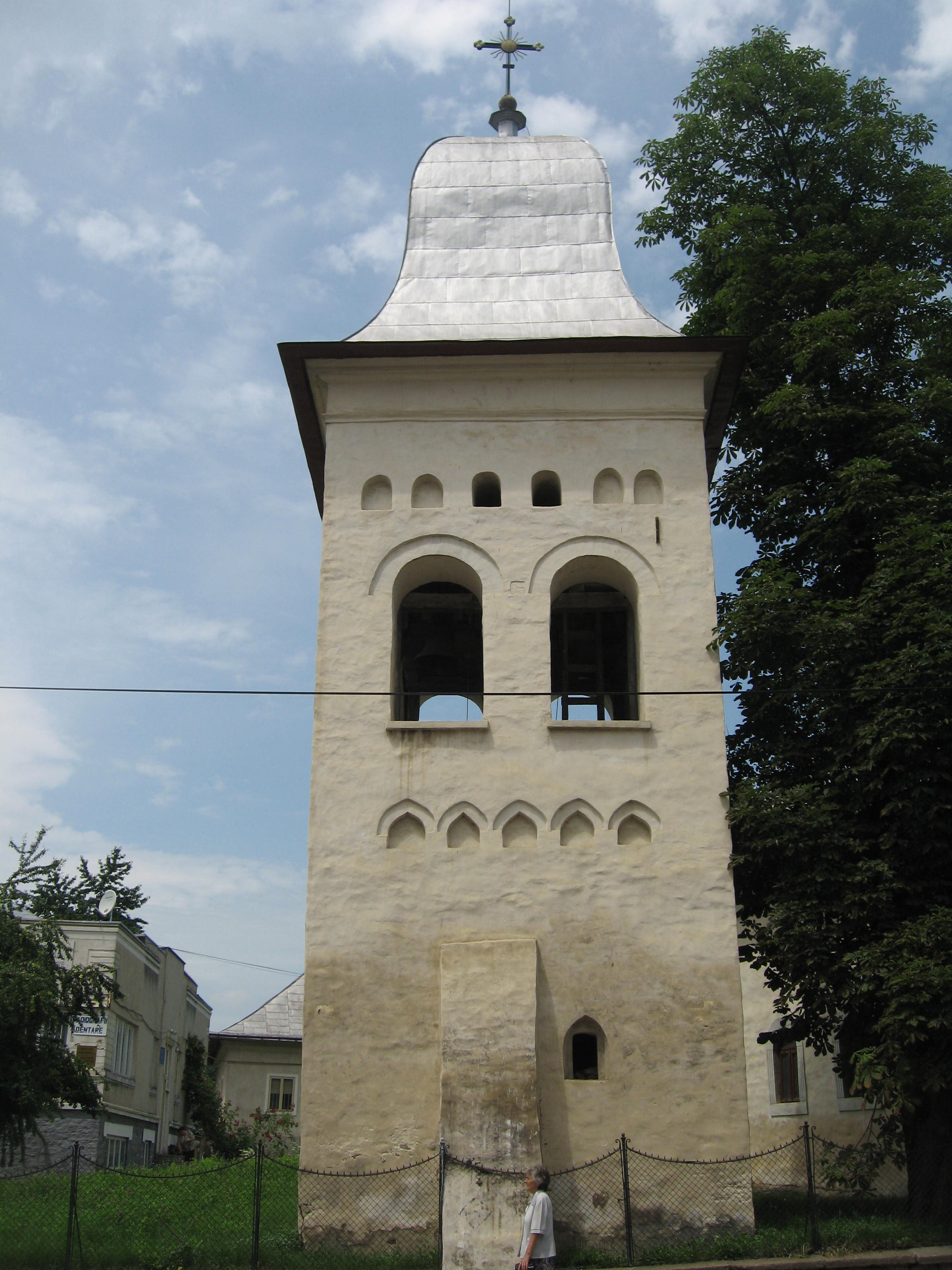
Turnul clopotniță
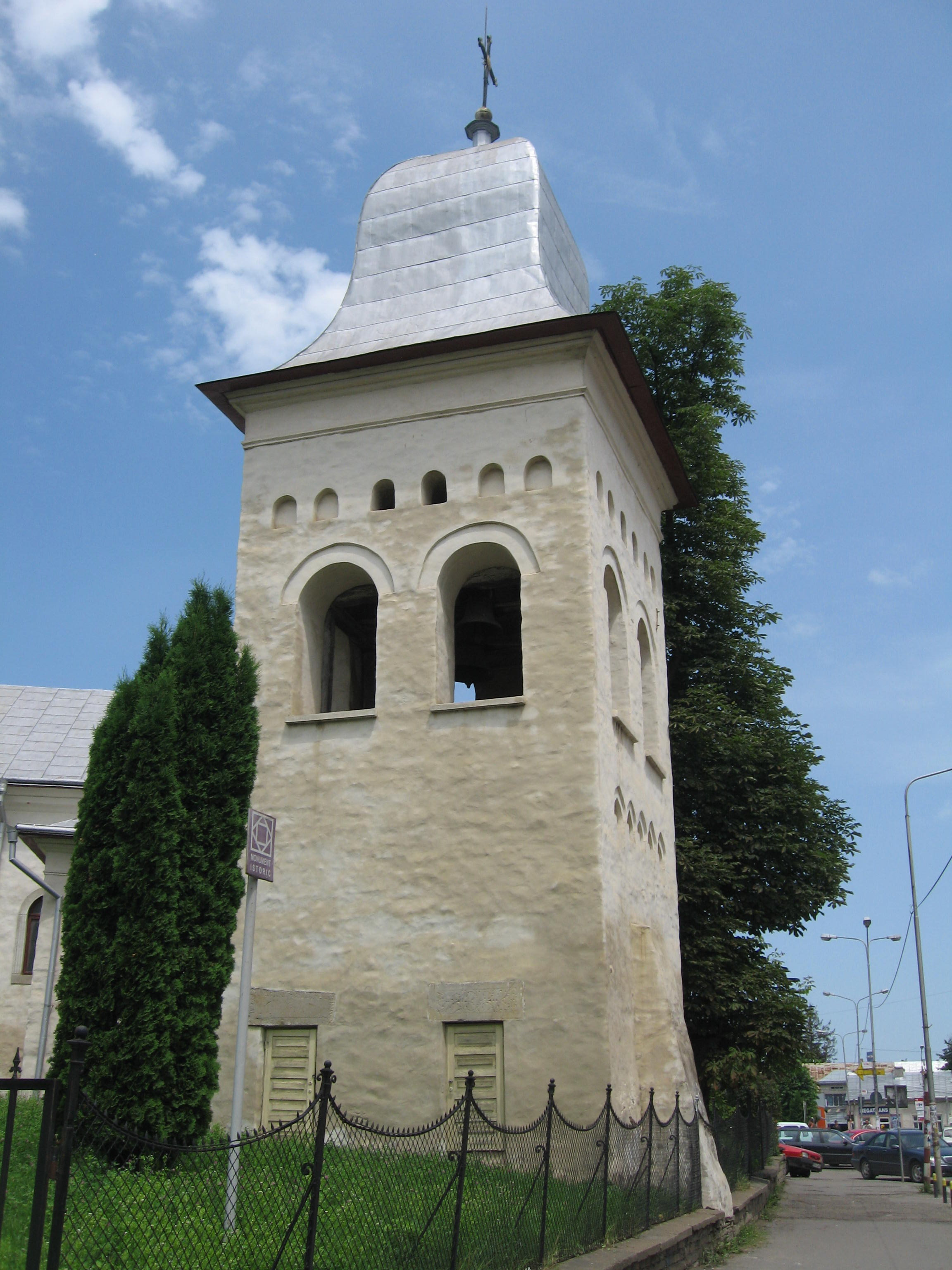
Turnul clopotniță
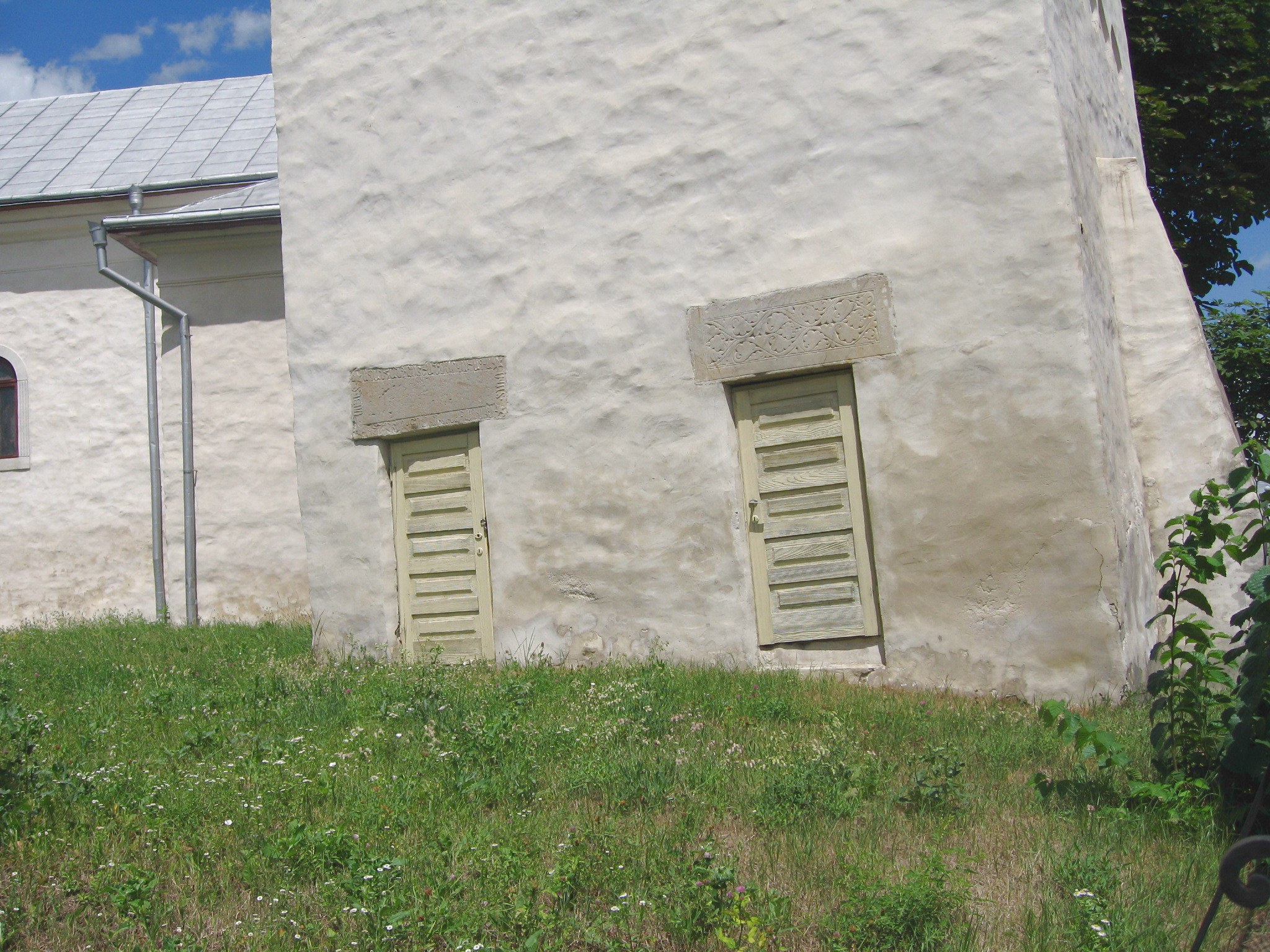
Intrări în turnul clopotniță
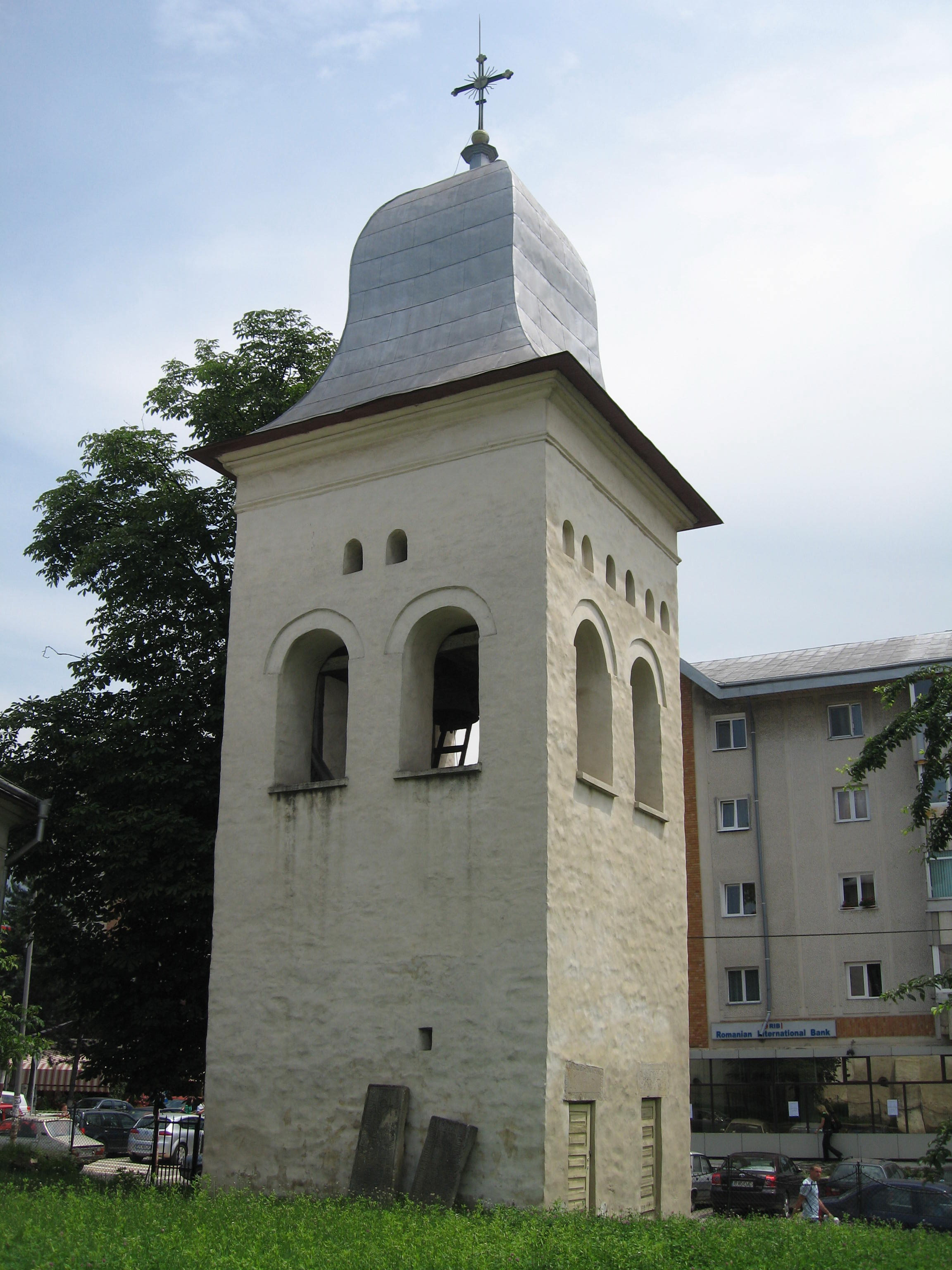
Turnul clopotniță și două lespezi funerare
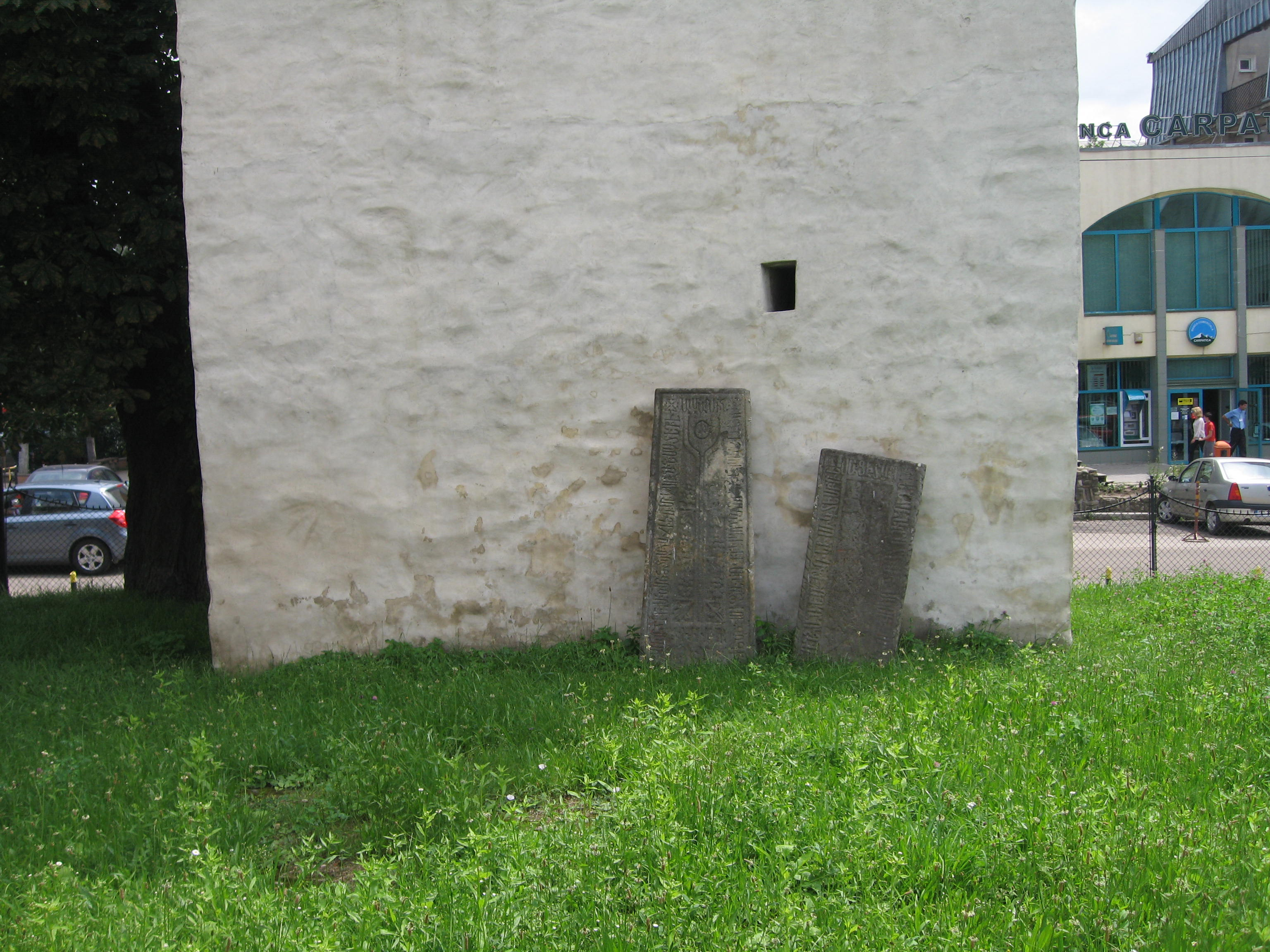
Două lespezi funerare sprijinite de zidul turnului
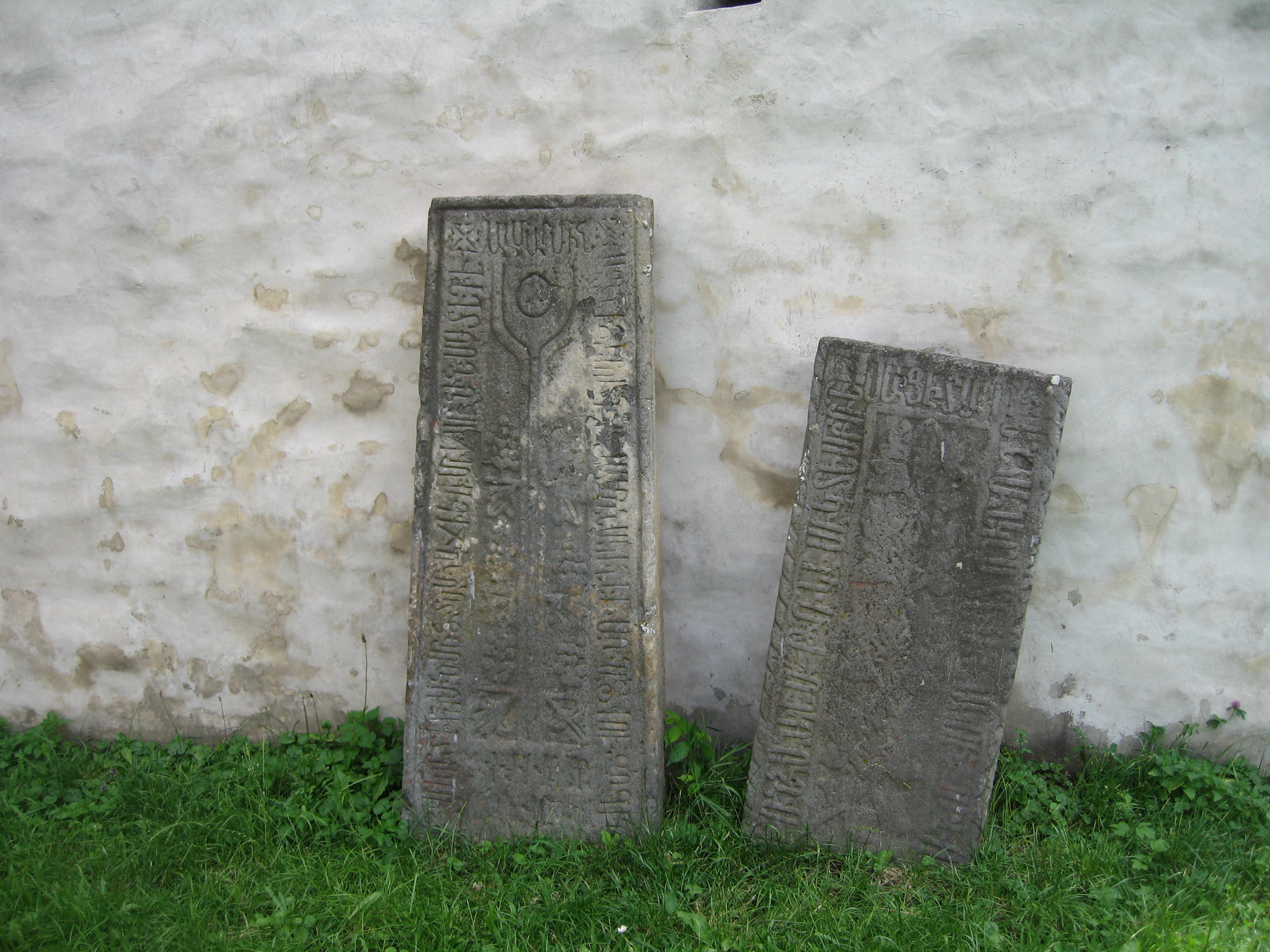
Cele două lespezi funerare văzute de aproape
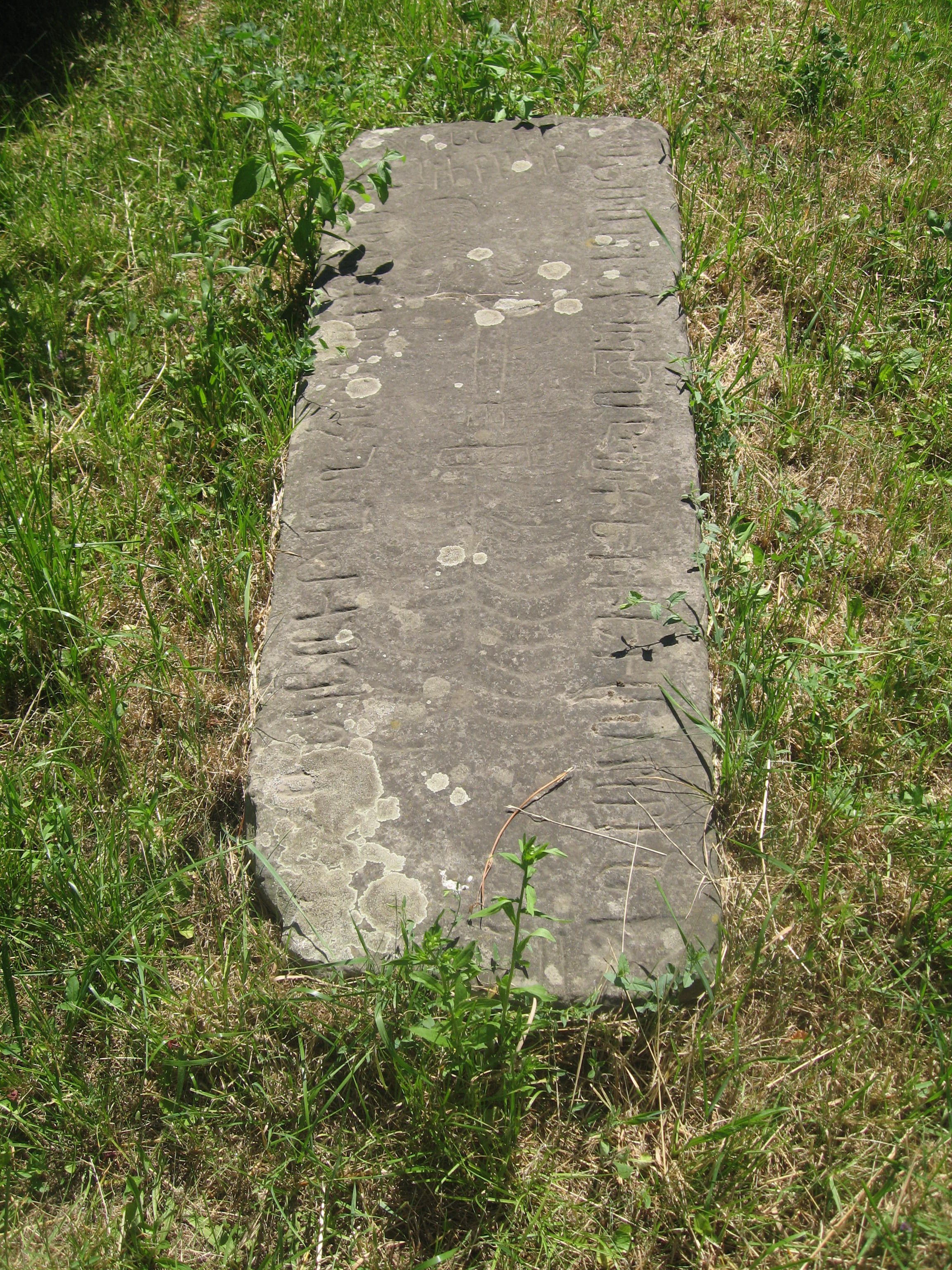
Piatră de mormânt veche în curtea bisericii
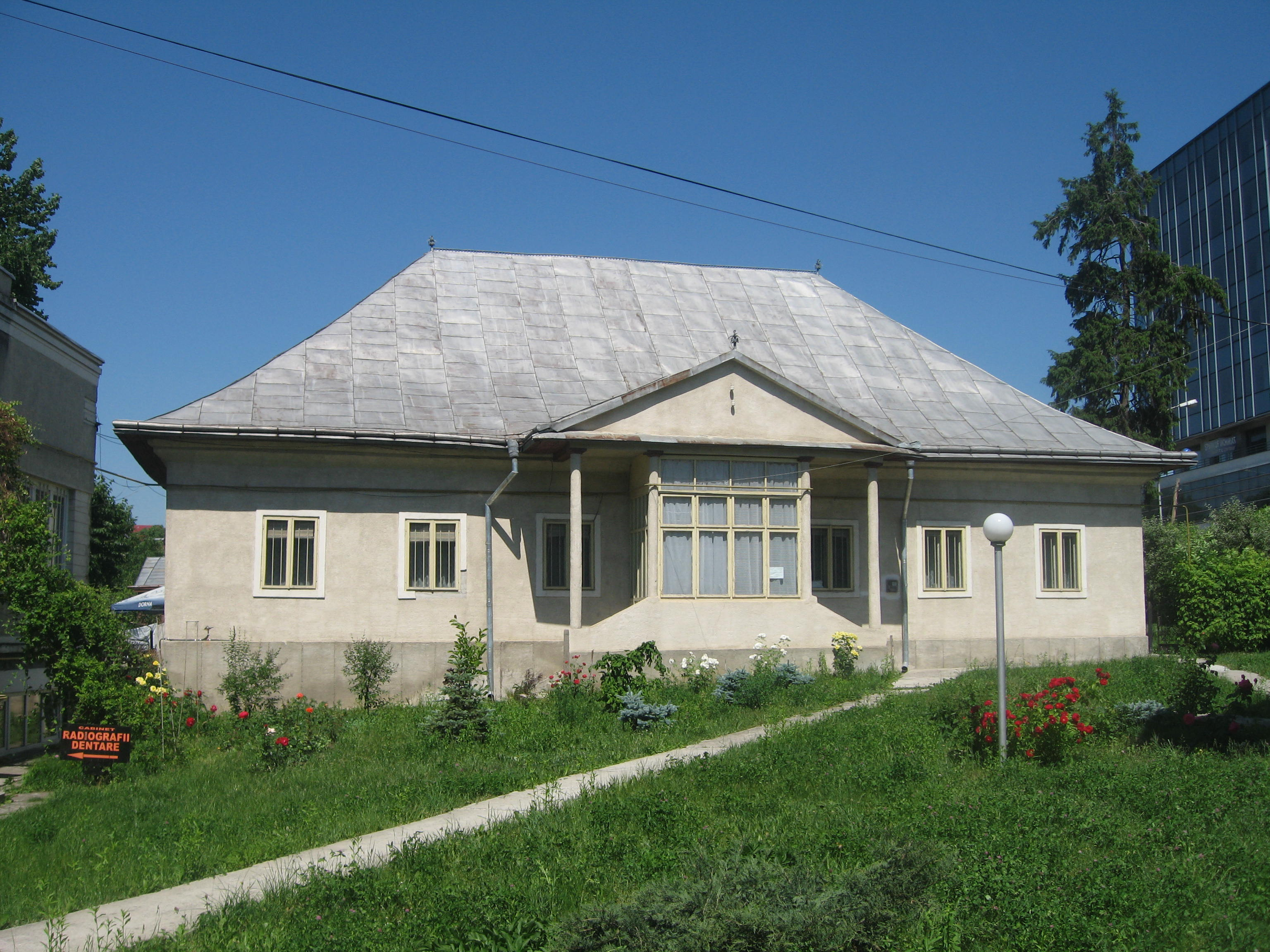
Casa parohială aflată în curtea bisericii
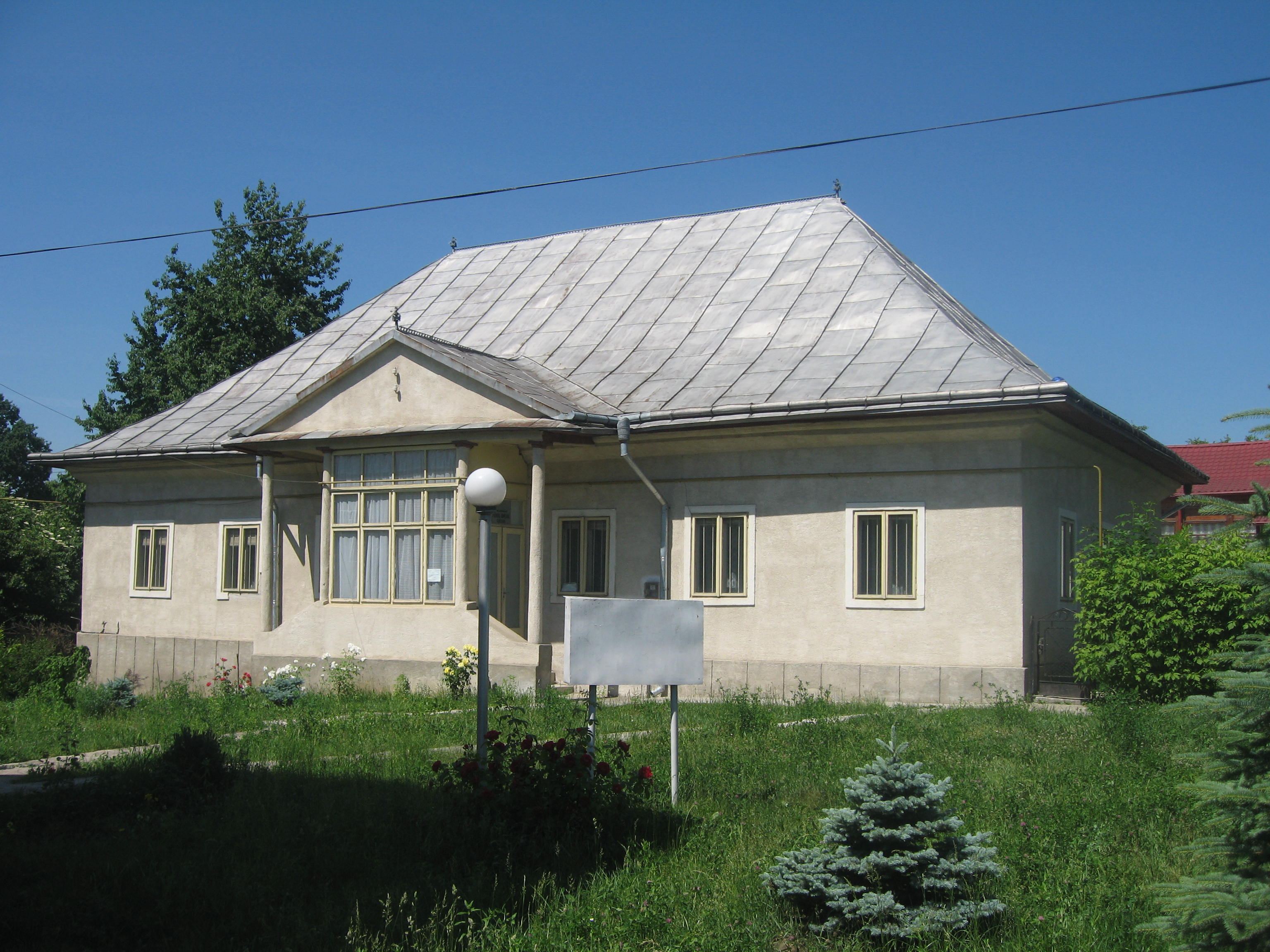
Casa parohială aflată în curtea bisericii

## Vezi și
- Biserica Sfântul Simion din Suceava
- Mănăstirea Zamca